# Koreanische Mythologie
Die Koreanische Mythologie (koreanisch 한국 신화 oder koreanisch 韓國神話, Transkription Han'guk sinhwa) setzt sich aus nationalen Legenden und Volksmärchen zusammen, die aus dem gesamten Gebiet der Koreanischen Halbinsel stammen. Ihr Ursprung ist möglicherweise eine Mischung aus koreanischem Schamanismus, buddhistischen, chinesischen, konfuzianischen und taoistischen Legenden und Mythen. Diese Legenden unterscheiden sich auch innerhalb des Landes sehr von Region zu Region. So haben beispielsweise die Inselbewohner von Jejudo eine völlig andere Lebensweise als die des Festlandes und bringen so abgewandelte Formen ein und desselben Mythos hervor.
Der Animismus gilt als Hauptquelle des religiösen Lebens in Korea. Insbesondere die Verehrung von Bergen, Tieren und Pflanzen findet sich als häufiges Motiv in Volksmärchen und geht auf den Glauben zurück, dass diese Seelen hätten. Ein weiteres häufiges Thema sind Tribute und Opfergaben, sowohl im wörtlichen als auch figurativen Sinne.
Darüber hinaus wurden bestimmte Zuständigkeitsgebiete von Göttern besetzt. Diese treten in Volksmärchen oft als ferne Beschützer auf, die den Menschen einen Besuch abstatten, wenn diese sie darum bitten, sich sonst aber aus dem täglichen Leben heraushalten.
Nach der Frühzeit der Koreanischen Geschichte, in der die schamanistische Religion eine Vormachtstellung einnahm, teilte sich Korea oft in kleinere Königreiche auf, wie Silla, Goguryeo und Baekje. Die Volkssagen und Mythen variierten dementsprechend entlang der Grenzen dieser Regionen. Die Ankunft des Buddhismus im dritten bis vierten Jahrhundert leitete einen Änderungsprozess der Mythen und der angestammten Religion ein. Später wurde die angestammte Religion mit dem Beginn des Neokonfuzianismus durch die Regierung unterdrückt und Schamanen oft für die Ausübung ihrer Religion getötet, wodurch sich viele der Legenden entweder veränderten oder in bestehenden Legenden aufgingen.

## Koreanischer Schamanismus

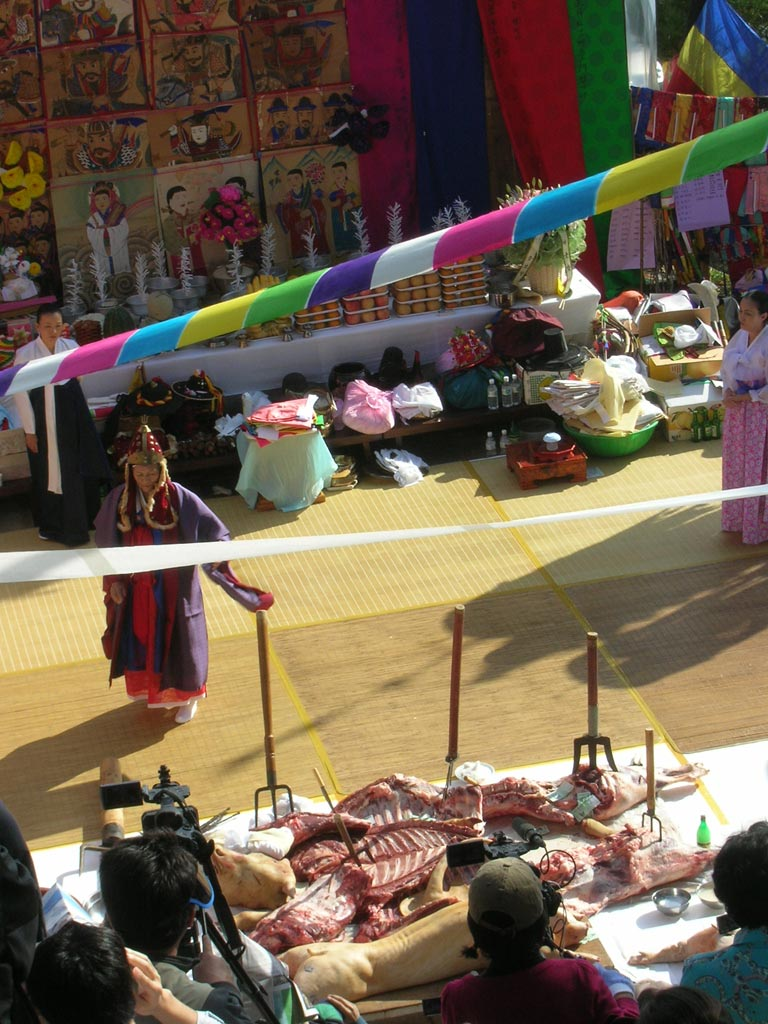
Ein Schamane (baksu) hält eine kut ab.

Der koreanische Schamanismus hatte einen großen Einfluss auf Korea und die ihm eigenen Mythen.
In frühen koreanischen Mythen wurden Männer oft mit Vögeln, Frauen mit Fischen oder Landtieren gleichgesetzt. Beispiele hierfür finden sich im Samguk Yusa, wo Männer sich oft in Vögel verwandelten und in Geschichten über Frauen Wasser oder Fische vorkamen. So wurde beispielsweise die frühe Göttin Yuhwa als Wassernymphe gesehen, Haemosu aber als Himmelsgott. Im Märchen von Kim Suro verwandelt sich Kim Suro in einen Vogel—sein Gegner tat es ihm gleich, doch seine Frau, Heo Hwang Ok war der Sage zufolge mit einem Boot über das Meer gekommen. Diese Zuordnung ist durch die gesamte Zeit der Drei Königreiche hinweg sehr konsistent, wie im Samgungnyusa zu erkennen ist.
Auch Berge wurden oft als heilig beschrieben und kommen als Motiv in Mythen, Legenden und Märchen auf. Könige wurden oft auf Berggipfeln geboren, Götter stiegen zu den Bergen herab, und selbst Berggeister, die sogenannten Sanshin (산신), wurden verehrt.

## Kosmologie
Die Kosmologie Koreas hat sich im Laufe der Zeit durch den Import neuer Religionen verändert. Darüber hinaus gibt es bei der älteren Mythologie größere regionale Unterschiede.
Von Koreas Frühgeschichte an bis einschließlich der Zeit der Drei Königreiche glaubten die Koreaner vermutlich nicht an einen Himmel oder eine Hölle, sondern an das "Nächste Leben", was etwas besser war als das Leben im Diesseits und keine besondere räumliche und zeitliche Verortung besaß.
Sanshin, Bonhyangshin, und Generäle wurden oft als Gottheiten verehrt und waren Bestandteil vieler Mythen und Legenden. Gleiches gilt für viele Tiere, insbesondere sprechende Tiere—so beispielsweise in der Legende der Ungnyeo (der Bärenfrau), die ein Bär war und sich in einen Menschen verwandelte.
Trotz dieses gemeinsamen Fundaments variierten die Religionen und Mythen stark von Region zu Region. Hae Mosu, Jumong und Yuhwa waren Götter aus Goguryeo, aber Koenegitto, Großmutter Seolmundae, Koeulla, Puella und Yangeul stammten von der Insel Jeju. Jedes Königreich und jede Region verfügte möglicherweise über eine eigene Form der Anbetung.
Dies änderte sich mit der Einführung des Buddhismus, wobei der Buddhismus sowohl traditionelle Praktiken übernahm als auch umgekehrt. Hierunter fällt auch die Veränderung der Vorstellung vom Leben im Jenseits, die irgendwann im vierten Jahrhundert um einen Himmel, eine Hölle und mehrere Stufen der Unterwelt erweitert wurde.
Koreaner bezeichneten die sterbliche Welt als Iseung, was diese Welt bedeutet. Sie beherbergte die Gashin (Haushaltsgötter), viele Bonhyangshin (Dorfgötter) und Josangshin (Ahnengötter), aber auch die Sanshin (Berggötter). Böse Geister (Gwishin), wie beispielsweise die Mongdal (Geister unverheirateter Männer) und Songaxi (Geister unverheirateter Frauen) lebten ebenfalls in diesem Reich, aber auch Dokkaebi, trickreiche Fabelwesen. Gewisse Gottheiten machten sich regelmäßig auf die Reise nach Iseung; sie waren Chasa, die gesandten Götter. Zu ihnen gehörten die Jeoseung Chasa, Totengötter, die in den meisten Todesmythen vorkommen; die Okhwang Chasa, die in den Seongju Puli den Helden Hwanguyangssi zum Palast von Cheonha brachten; und Götter wie Choribdongi aus Gunung Bonpuli, der von Zeit zu Zeit über das Meer kam.
Die sieben Weltmeere werden derweil von den Yongwang bewohnt, den fünf Meeresgöttern; Gwangdeok aus dem Osten, Gwangli aus dem Süden, Gwangtaek aus dem Westen, und Gwangyeon aus dem Norden. Diese Götter konnten untereinander heiraten; so heiratete in den Samseung Halmang Bonpuli die Tochter von Gwangtaek Gwangdeok. In Yongwangguk gibt es aber auch Krieg; in den Gunung Bonpuli wird Gwangtaek durch Gwangdeoks Armee erschlagen.
Jeoseung (das Jenseits) wird von den zehn Königen der Unterwelt regiert, den Myeongbu Siwang. Die Myeongbu Siwang setzen die Verstorbenen nacheinander verschiedenen Bestrafungen aus; Jingwang zerreißt Sündiger in Stücke, Chogang knüpft sie an einem Baum auf und sticht sie mit einem Messer, Songje zieht ihnen die Zunge heraus, und Ogwan verbrennt sie in einem Kessel. Yeomna zermahlt ihr Fleisch in einer Mühle und zeigt ihnen ihre Sünden in einem Spiegel; Byeonseong sticht sie mit einer Ahle und Taesan zersägt sie. Pyeongdeung, der achte König, zerdrückt sie mit einem Felsblock. Doshi wiegt die Sünden der Toten in einer Waagschale; der letzte König, Odojeonryun, spricht das Urteil und schickt die Verstorbenen auf ihren Weg der Wiedergeburt.
Schließlich wurde auch von einem dunklen Reich berichtet, in dem es kein Licht gibt. Der König dieses Reichs schickt seine riesigen Hunde, die Bulgae, um Sonne und Mond zu jagen und sie in sein Reich zu bringen; wenn die Bulgae jedoch Sonne und Mond beißen, sind sie ihnen zu heiß und kalt und sie rennen in ihr Königreich zurück. Beißen die Bulgae die Sonne, bezeichnet dies eine Sonnenfinsternis; beißen sie den Mond, handelt es sich um eine Mondfinsternis.